# Lampro de Atenas
Lampro de Atenas (en griego antiguo: Λάμπρος) fue un músico griego de excelente habilidad para ejecutar la  lira.
Nació en Atenas en la primera mitad del siglo V a. C., enseñó música en Atenas y Mantinea, y tuvo como alumnos a Sófocles y posiblemente de Aristóxeno, entre otros. Fue profesor de lira y baile.
Enseñaba la música tradicional antigua, en contrapunto a la música nueva (ditirambo).
Fue descrito como una persona de un estilo de vida sereno, escogiendo beber agua en vez de vino. Al respecto, Prínico dijo de él, que "era un gran bebedor, pero de agua, no de vino, un sutil hipersofista, un esqueleto seco de las musas."

## Música
La música de Lampro estaba considerada como moderada, de temperamento sereno.
Platón reconoce a Lampro como un gran profesor de música, colocándole solamente por debajo de su propio profesor de música, Conos, hijo de Metrobio (citado por Menexeno, 236un Archivado el 22 de agosto de 2016 en Wayback Machine.). Lampro fue también alabado por Cornelio Neponte. Pseudo-Plutarco en su obra De Música (1142b) cita a Aristoxeno y Lampro como compositores líricos de buenas canciones. Lampro, "el mejor músico de nuestros días", musicalizó obras teatrales de Sófocles, y estuvo considerado quizás el músico más grande de su tiempo.